# Campeonato Brasileiro de Futebol de 2016 - Série C
A Série C do Campeonato Brasileiro de Futebol de 2016 foi uma competição equivalente à terceira divisão do futebol do Brasil. Contando como a 26.ª edição da história, foi disputada por 20 clubes, onde os quatro mais bem colocados ganharam acesso à Série B de 2017 e os dois últimos colocados de cada grupo na primeira fase foram rebaixados à Série D de 2017.
Na grande final, o Boa Esporte ficou com o título após empatar com o Guarani por 1–1, fora de casa, e vencer o adversário por 3–0 no Melão. Foi o primeiro título da equipe mineira, que já havia sido vice-campeã da Série C de 2010, sob o nome de Ituiutaba. Os dois finalistas, juntamente com os semifinalistas ABC e Juventude, garantiram acesso para a Série B de 2017.
A primeira equipe rebaixada à Série D de 2017 foi o Guaratinguetá, após perder em casa para o Macaé (3–0) no dia 4 de setembro, em jogo válido pela 16ª rodada. Um dia depois, o River-PI também teve o rebaixamento decretado após perder para o ABC (2–0), em Teresina. Na última rodada, a relação de rebaixados foi definida: a Portuguesa, com a derrota fora de casa (2–0) para a Tombense, e o América de Natal, após o empate sem gols com o Remo, em Belém.

## Formato e regulamento
A edição de 2016 mantém o formato em vigor desde 2012, uma vez que o calendário divulgado pela CBF reserva apenas 24 datas para a competição. A competição será disputada por 20 clubes, divididas em dois grupos: Grupo A e Grupo B. Em cada grupo, os times se enfrentam duas vezes - jogos de ida e volta -, totalizando 18 rodadas. com os quatro melhores de cada grupo avançando para a fase eliminatória. As duas piores equipes de cada grupo serão rebaixadas para a Série D. Por outro lado, os quatro semifinalistas estarão automaticamente garantidos na Série B de 2017.

### Critérios de desempate
Caso haja empate de pontos entre dois ou mais clubes, os critérios de desempate serão aplicados na seguinte ordem:
1. Número de vitórias
2. Saldo de gols
3. Gols marcados
4. Confronto direto
5. Número de cartões vermelhos
6. Número de cartões amarelos
7. Sorteio

## Participantes
| Equipe              | Cidade         | Estado | Em 2015       | Estádio (mando)    | Capacidade | Títulos        |
| ------------------- | -------------- | ------ | ------------- | ------------------ | ---------- | -------------- |
| ABC                 | Natal          | RN     | 18º (Série B) | Frasqueirão        | 15 082     | 1 (2010)       |
| América de Natal    | Natal          | RN     | 9º            | Arena das Dunas    | 32 050     | 0 (não possui) |
| ASA                 | Arapiraca      | AL     | 6º            | Fumeirão           | 15 332     | 0 (não possui) |
| Boa Esporte         | Varginha       | MG     | 19º (Série B) | Melão              | 15 471     | 0 (não possui) |
| Botafogo-PB         | João Pessoa    | PB     | 12º           | Almeidão (PB)      | 19 000     | 0 (não possui) |
| Botafogo-SP         | Ribeirão Preto | SP     | 1º (Série D)  | Santa Cruz         | 29 292     | 0 (não possui) |
| Confiança           | Aracaju        | SE     | 7º            | Batistão           | 15 586     | 0 (não possui) |
| Cuiabá              | Cuiabá         | MT     | 13º           | Arena Pantanal     | 44 000     | 0 (não possui) |
| Fortaleza           | Fortaleza      | CE     | 5º            | Arena Castelão     | 63 903     | 0 (não possui) |
| Guarani             | Campinas       | SP     | 11°           | Brinco de Ouro     | 29 130     | 0 (não possui) |
| Guaratinguetá       | Guaratinguetá  | SP     | 16º           | Pradão[GTA]        | 9 483      | 0 (não possui) |
| Juventude           | Caxias do Sul  | RS     | 10º           | Alfredo Jaconi     | 19 924     | 0 (não possui) |
| Macaé               | Macaé          | RJ     | 17º (Série B) | Moacyrzão          | 15 000     | 1 (2014)       |
| Mogi Mirim          | Mogi Mirim     | SP     | 20º (Série B) | Romildo Ferreira   | 19 900     | 0 (não possui) |
| Portuguesa          | São Paulo      | SP     | 8º            | Canindé            | 22 375     | 0 (não possui) |
| Remo                | Belém          | PA     | 3º (Série D)  | Mangueirão         | 45 007     | 1 (2005)       |
| River-PI            | Teresina       | PI     | 2º (Série D)  | Albertão           | 52 296     | 0 (não possui) |
| Salgueiro           | Salgueiro      | PE     | 14º           | Cornélio de Barros | 12 070     | 0 (não possui) |
| Tombense            | Tombos         | MG     | 15º           | Almeidão (MG)      | 3 050      | 0 (não possui) |
| Ypiranga de Erechim | Erechim        | RS     | 4º (Série D)  | Colosso da Lagoa   | 22 000     | 0 (não possui) |

Notas
- GTA. ^  Devido a pendências junto a administração municipal, o Guaratinguetá não pôde utilizar o Estádio Ninho da Garça. A equipe mandou seus jogos iniciais no Estádio Pradão, em Limeira.[9]

## Estádios
| ABC | América de Natal | ASA | Boa Esporte | Botafogo-PB | Botafogo-SP         |
| --- | --- | --- | --- | --- | ------------------- |
| Frasqueirão | Arena das Dunas | Fumeirão | Melão | Almeidão (PB) | Santa Cruz          |
| Capacidade: 15 082 | Capacidade: 32 050 | Capacidade: 15 332 | Capacidade: 15 471 | Capacidade: 19 000 | Capacidade: 29 292  |
| | | | | |                     |
| Confiança | \| ABC América-RN ASA Boa Esporte Botafogo-PB Botafogo-SP Confiança Cuiabá Fortaleza Guarani Guaratinguetá Juventude Macaé Mogi Mirim Portuguesa Remo River-PI Salgueiro Tombense Ypiranga-RSLocalização dos times por Estado. Grupo A; Grupo B. Localização das equipes participantes da Série C de 2016 \| | \| ABC América-RN ASA Boa Esporte Botafogo-PB Botafogo-SP Confiança Cuiabá Fortaleza Guarani Guaratinguetá Juventude Macaé Mogi Mirim Portuguesa Remo River-PI Salgueiro Tombense Ypiranga-RSLocalização dos times por Estado. Grupo A; Grupo B. Localização das equipes participantes da Série C de 2016 \| | \| ABC América-RN ASA Boa Esporte Botafogo-PB Botafogo-SP Confiança Cuiabá Fortaleza Guarani Guaratinguetá Juventude Macaé Mogi Mirim Portuguesa Remo River-PI Salgueiro Tombense Ypiranga-RSLocalização dos times por Estado. Grupo A; Grupo B. Localização das equipes participantes da Série C de 2016 \| | \| ABC América-RN ASA Boa Esporte Botafogo-PB Botafogo-SP Confiança Cuiabá Fortaleza Guarani Guaratinguetá Juventude Macaé Mogi Mirim Portuguesa Remo River-PI Salgueiro Tombense Ypiranga-RSLocalização dos times por Estado. Grupo A; Grupo B. Localização das equipes participantes da Série C de 2016 \| | Cuiabá              |
| Batistão | \| ABC América-RN ASA Boa Esporte Botafogo-PB Botafogo-SP Confiança Cuiabá Fortaleza Guarani Guaratinguetá Juventude Macaé Mogi Mirim Portuguesa Remo River-PI Salgueiro Tombense Ypiranga-RSLocalização dos times por Estado. Grupo A; Grupo B. Localização das equipes participantes da Série C de 2016 \| | \| ABC América-RN ASA Boa Esporte Botafogo-PB Botafogo-SP Confiança Cuiabá Fortaleza Guarani Guaratinguetá Juventude Macaé Mogi Mirim Portuguesa Remo River-PI Salgueiro Tombense Ypiranga-RSLocalização dos times por Estado. Grupo A; Grupo B. Localização das equipes participantes da Série C de 2016 \| | \| ABC América-RN ASA Boa Esporte Botafogo-PB Botafogo-SP Confiança Cuiabá Fortaleza Guarani Guaratinguetá Juventude Macaé Mogi Mirim Portuguesa Remo River-PI Salgueiro Tombense Ypiranga-RSLocalização dos times por Estado. Grupo A; Grupo B. Localização das equipes participantes da Série C de 2016 \| | \| ABC América-RN ASA Boa Esporte Botafogo-PB Botafogo-SP Confiança Cuiabá Fortaleza Guarani Guaratinguetá Juventude Macaé Mogi Mirim Portuguesa Remo River-PI Salgueiro Tombense Ypiranga-RSLocalização dos times por Estado. Grupo A; Grupo B. Localização das equipes participantes da Série C de 2016 \| | Arena Pantanal      |
| Capacidade: 15 586 | \| ABC América-RN ASA Boa Esporte Botafogo-PB Botafogo-SP Confiança Cuiabá Fortaleza Guarani Guaratinguetá Juventude Macaé Mogi Mirim Portuguesa Remo River-PI Salgueiro Tombense Ypiranga-RSLocalização dos times por Estado. Grupo A; Grupo B. Localização das equipes participantes da Série C de 2016 \| | \| ABC América-RN ASA Boa Esporte Botafogo-PB Botafogo-SP Confiança Cuiabá Fortaleza Guarani Guaratinguetá Juventude Macaé Mogi Mirim Portuguesa Remo River-PI Salgueiro Tombense Ypiranga-RSLocalização dos times por Estado. Grupo A; Grupo B. Localização das equipes participantes da Série C de 2016 \| | \| ABC América-RN ASA Boa Esporte Botafogo-PB Botafogo-SP Confiança Cuiabá Fortaleza Guarani Guaratinguetá Juventude Macaé Mogi Mirim Portuguesa Remo River-PI Salgueiro Tombense Ypiranga-RSLocalização dos times por Estado. Grupo A; Grupo B. Localização das equipes participantes da Série C de 2016 \| | \| ABC América-RN ASA Boa Esporte Botafogo-PB Botafogo-SP Confiança Cuiabá Fortaleza Guarani Guaratinguetá Juventude Macaé Mogi Mirim Portuguesa Remo River-PI Salgueiro Tombense Ypiranga-RSLocalização dos times por Estado. Grupo A; Grupo B. Localização das equipes participantes da Série C de 2016 \| | Capacidade: 44 000  |
| | \| ABC América-RN ASA Boa Esporte Botafogo-PB Botafogo-SP Confiança Cuiabá Fortaleza Guarani Guaratinguetá Juventude Macaé Mogi Mirim Portuguesa Remo River-PI Salgueiro Tombense Ypiranga-RSLocalização dos times por Estado. Grupo A; Grupo B. Localização das equipes participantes da Série C de 2016 \| | \| ABC América-RN ASA Boa Esporte Botafogo-PB Botafogo-SP Confiança Cuiabá Fortaleza Guarani Guaratinguetá Juventude Macaé Mogi Mirim Portuguesa Remo River-PI Salgueiro Tombense Ypiranga-RSLocalização dos times por Estado. Grupo A; Grupo B. Localização das equipes participantes da Série C de 2016 \| | \| ABC América-RN ASA Boa Esporte Botafogo-PB Botafogo-SP Confiança Cuiabá Fortaleza Guarani Guaratinguetá Juventude Macaé Mogi Mirim Portuguesa Remo River-PI Salgueiro Tombense Ypiranga-RSLocalização dos times por Estado. Grupo A; Grupo B. Localização das equipes participantes da Série C de 2016 \| | \| ABC América-RN ASA Boa Esporte Botafogo-PB Botafogo-SP Confiança Cuiabá Fortaleza Guarani Guaratinguetá Juventude Macaé Mogi Mirim Portuguesa Remo River-PI Salgueiro Tombense Ypiranga-RSLocalização dos times por Estado. Grupo A; Grupo B. Localização das equipes participantes da Série C de 2016 \| |                     |
| Fortaleza | \| ABC América-RN ASA Boa Esporte Botafogo-PB Botafogo-SP Confiança Cuiabá Fortaleza Guarani Guaratinguetá Juventude Macaé Mogi Mirim Portuguesa Remo River-PI Salgueiro Tombense Ypiranga-RSLocalização dos times por Estado. Grupo A; Grupo B. Localização das equipes participantes da Série C de 2016 \| | \| ABC América-RN ASA Boa Esporte Botafogo-PB Botafogo-SP Confiança Cuiabá Fortaleza Guarani Guaratinguetá Juventude Macaé Mogi Mirim Portuguesa Remo River-PI Salgueiro Tombense Ypiranga-RSLocalização dos times por Estado. Grupo A; Grupo B. Localização das equipes participantes da Série C de 2016 \| | \| ABC América-RN ASA Boa Esporte Botafogo-PB Botafogo-SP Confiança Cuiabá Fortaleza Guarani Guaratinguetá Juventude Macaé Mogi Mirim Portuguesa Remo River-PI Salgueiro Tombense Ypiranga-RSLocalização dos times por Estado. Grupo A; Grupo B. Localização das equipes participantes da Série C de 2016 \| | \| ABC América-RN ASA Boa Esporte Botafogo-PB Botafogo-SP Confiança Cuiabá Fortaleza Guarani Guaratinguetá Juventude Macaé Mogi Mirim Portuguesa Remo River-PI Salgueiro Tombense Ypiranga-RSLocalização dos times por Estado. Grupo A; Grupo B. Localização das equipes participantes da Série C de 2016 \| | Guarani             |
| Arena Castelão | \| ABC América-RN ASA Boa Esporte Botafogo-PB Botafogo-SP Confiança Cuiabá Fortaleza Guarani Guaratinguetá Juventude Macaé Mogi Mirim Portuguesa Remo River-PI Salgueiro Tombense Ypiranga-RSLocalização dos times por Estado. Grupo A; Grupo B. Localização das equipes participantes da Série C de 2016 \| | \| ABC América-RN ASA Boa Esporte Botafogo-PB Botafogo-SP Confiança Cuiabá Fortaleza Guarani Guaratinguetá Juventude Macaé Mogi Mirim Portuguesa Remo River-PI Salgueiro Tombense Ypiranga-RSLocalização dos times por Estado. Grupo A; Grupo B. Localização das equipes participantes da Série C de 2016 \| | \| ABC América-RN ASA Boa Esporte Botafogo-PB Botafogo-SP Confiança Cuiabá Fortaleza Guarani Guaratinguetá Juventude Macaé Mogi Mirim Portuguesa Remo River-PI Salgueiro Tombense Ypiranga-RSLocalização dos times por Estado. Grupo A; Grupo B. Localização das equipes participantes da Série C de 2016 \| | \| ABC América-RN ASA Boa Esporte Botafogo-PB Botafogo-SP Confiança Cuiabá Fortaleza Guarani Guaratinguetá Juventude Macaé Mogi Mirim Portuguesa Remo River-PI Salgueiro Tombense Ypiranga-RSLocalização dos times por Estado. Grupo A; Grupo B. Localização das equipes participantes da Série C de 2016 \| | Brinco de Ouro      |
| Capacidade: 63 903 | \| ABC América-RN ASA Boa Esporte Botafogo-PB Botafogo-SP Confiança Cuiabá Fortaleza Guarani Guaratinguetá Juventude Macaé Mogi Mirim Portuguesa Remo River-PI Salgueiro Tombense Ypiranga-RSLocalização dos times por Estado. Grupo A; Grupo B. Localização das equipes participantes da Série C de 2016 \| | \| ABC América-RN ASA Boa Esporte Botafogo-PB Botafogo-SP Confiança Cuiabá Fortaleza Guarani Guaratinguetá Juventude Macaé Mogi Mirim Portuguesa Remo River-PI Salgueiro Tombense Ypiranga-RSLocalização dos times por Estado. Grupo A; Grupo B. Localização das equipes participantes da Série C de 2016 \| | \| ABC América-RN ASA Boa Esporte Botafogo-PB Botafogo-SP Confiança Cuiabá Fortaleza Guarani Guaratinguetá Juventude Macaé Mogi Mirim Portuguesa Remo River-PI Salgueiro Tombense Ypiranga-RSLocalização dos times por Estado. Grupo A; Grupo B. Localização das equipes participantes da Série C de 2016 \| | \| ABC América-RN ASA Boa Esporte Botafogo-PB Botafogo-SP Confiança Cuiabá Fortaleza Guarani Guaratinguetá Juventude Macaé Mogi Mirim Portuguesa Remo River-PI Salgueiro Tombense Ypiranga-RSLocalização dos times por Estado. Grupo A; Grupo B. Localização das equipes participantes da Série C de 2016 \| | Capacidade: 29 130  |
| | \| ABC América-RN ASA Boa Esporte Botafogo-PB Botafogo-SP Confiança Cuiabá Fortaleza Guarani Guaratinguetá Juventude Macaé Mogi Mirim Portuguesa Remo River-PI Salgueiro Tombense Ypiranga-RSLocalização dos times por Estado. Grupo A; Grupo B. Localização das equipes participantes da Série C de 2016 \| | \| ABC América-RN ASA Boa Esporte Botafogo-PB Botafogo-SP Confiança Cuiabá Fortaleza Guarani Guaratinguetá Juventude Macaé Mogi Mirim Portuguesa Remo River-PI Salgueiro Tombense Ypiranga-RSLocalização dos times por Estado. Grupo A; Grupo B. Localização das equipes participantes da Série C de 2016 \| | \| ABC América-RN ASA Boa Esporte Botafogo-PB Botafogo-SP Confiança Cuiabá Fortaleza Guarani Guaratinguetá Juventude Macaé Mogi Mirim Portuguesa Remo River-PI Salgueiro Tombense Ypiranga-RSLocalização dos times por Estado. Grupo A; Grupo B. Localização das equipes participantes da Série C de 2016 \| | \| ABC América-RN ASA Boa Esporte Botafogo-PB Botafogo-SP Confiança Cuiabá Fortaleza Guarani Guaratinguetá Juventude Macaé Mogi Mirim Portuguesa Remo River-PI Salgueiro Tombense Ypiranga-RSLocalização dos times por Estado. Grupo A; Grupo B. Localização das equipes participantes da Série C de 2016 \| |                     |
| Guaratinguetá | \| ABC América-RN ASA Boa Esporte Botafogo-PB Botafogo-SP Confiança Cuiabá Fortaleza Guarani Guaratinguetá Juventude Macaé Mogi Mirim Portuguesa Remo River-PI Salgueiro Tombense Ypiranga-RSLocalização dos times por Estado. Grupo A; Grupo B. Localização das equipes participantes da Série C de 2016 \| | \| ABC América-RN ASA Boa Esporte Botafogo-PB Botafogo-SP Confiança Cuiabá Fortaleza Guarani Guaratinguetá Juventude Macaé Mogi Mirim Portuguesa Remo River-PI Salgueiro Tombense Ypiranga-RSLocalização dos times por Estado. Grupo A; Grupo B. Localização das equipes participantes da Série C de 2016 \| | \| ABC América-RN ASA Boa Esporte Botafogo-PB Botafogo-SP Confiança Cuiabá Fortaleza Guarani Guaratinguetá Juventude Macaé Mogi Mirim Portuguesa Remo River-PI Salgueiro Tombense Ypiranga-RSLocalização dos times por Estado. Grupo A; Grupo B. Localização das equipes participantes da Série C de 2016 \| | \| ABC América-RN ASA Boa Esporte Botafogo-PB Botafogo-SP Confiança Cuiabá Fortaleza Guarani Guaratinguetá Juventude Macaé Mogi Mirim Portuguesa Remo River-PI Salgueiro Tombense Ypiranga-RSLocalização dos times por Estado. Grupo A; Grupo B. Localização das equipes participantes da Série C de 2016 \| | Juventude           |
| Pradão | \| ABC América-RN ASA Boa Esporte Botafogo-PB Botafogo-SP Confiança Cuiabá Fortaleza Guarani Guaratinguetá Juventude Macaé Mogi Mirim Portuguesa Remo River-PI Salgueiro Tombense Ypiranga-RSLocalização dos times por Estado. Grupo A; Grupo B. Localização das equipes participantes da Série C de 2016 \| | \| ABC América-RN ASA Boa Esporte Botafogo-PB Botafogo-SP Confiança Cuiabá Fortaleza Guarani Guaratinguetá Juventude Macaé Mogi Mirim Portuguesa Remo River-PI Salgueiro Tombense Ypiranga-RSLocalização dos times por Estado. Grupo A; Grupo B. Localização das equipes participantes da Série C de 2016 \| | \| ABC América-RN ASA Boa Esporte Botafogo-PB Botafogo-SP Confiança Cuiabá Fortaleza Guarani Guaratinguetá Juventude Macaé Mogi Mirim Portuguesa Remo River-PI Salgueiro Tombense Ypiranga-RSLocalização dos times por Estado. Grupo A; Grupo B. Localização das equipes participantes da Série C de 2016 \| | \| ABC América-RN ASA Boa Esporte Botafogo-PB Botafogo-SP Confiança Cuiabá Fortaleza Guarani Guaratinguetá Juventude Macaé Mogi Mirim Portuguesa Remo River-PI Salgueiro Tombense Ypiranga-RSLocalização dos times por Estado. Grupo A; Grupo B. Localização das equipes participantes da Série C de 2016 \| | Alfredo Jaconi      |
| Capacidade: 9 483 | \| ABC América-RN ASA Boa Esporte Botafogo-PB Botafogo-SP Confiança Cuiabá Fortaleza Guarani Guaratinguetá Juventude Macaé Mogi Mirim Portuguesa Remo River-PI Salgueiro Tombense Ypiranga-RSLocalização dos times por Estado. Grupo A; Grupo B. Localização das equipes participantes da Série C de 2016 \| | \| ABC América-RN ASA Boa Esporte Botafogo-PB Botafogo-SP Confiança Cuiabá Fortaleza Guarani Guaratinguetá Juventude Macaé Mogi Mirim Portuguesa Remo River-PI Salgueiro Tombense Ypiranga-RSLocalização dos times por Estado. Grupo A; Grupo B. Localização das equipes participantes da Série C de 2016 \| | \| ABC América-RN ASA Boa Esporte Botafogo-PB Botafogo-SP Confiança Cuiabá Fortaleza Guarani Guaratinguetá Juventude Macaé Mogi Mirim Portuguesa Remo River-PI Salgueiro Tombense Ypiranga-RSLocalização dos times por Estado. Grupo A; Grupo B. Localização das equipes participantes da Série C de 2016 \| | \| ABC América-RN ASA Boa Esporte Botafogo-PB Botafogo-SP Confiança Cuiabá Fortaleza Guarani Guaratinguetá Juventude Macaé Mogi Mirim Portuguesa Remo River-PI Salgueiro Tombense Ypiranga-RSLocalização dos times por Estado. Grupo A; Grupo B. Localização das equipes participantes da Série C de 2016 \| | Capacidade: 19 924  |
| | \| ABC América-RN ASA Boa Esporte Botafogo-PB Botafogo-SP Confiança Cuiabá Fortaleza Guarani Guaratinguetá Juventude Macaé Mogi Mirim Portuguesa Remo River-PI Salgueiro Tombense Ypiranga-RSLocalização dos times por Estado. Grupo A; Grupo B. Localização das equipes participantes da Série C de 2016 \| | \| ABC América-RN ASA Boa Esporte Botafogo-PB Botafogo-SP Confiança Cuiabá Fortaleza Guarani Guaratinguetá Juventude Macaé Mogi Mirim Portuguesa Remo River-PI Salgueiro Tombense Ypiranga-RSLocalização dos times por Estado. Grupo A; Grupo B. Localização das equipes participantes da Série C de 2016 \| | \| ABC América-RN ASA Boa Esporte Botafogo-PB Botafogo-SP Confiança Cuiabá Fortaleza Guarani Guaratinguetá Juventude Macaé Mogi Mirim Portuguesa Remo River-PI Salgueiro Tombense Ypiranga-RSLocalização dos times por Estado. Grupo A; Grupo B. Localização das equipes participantes da Série C de 2016 \| | \| ABC América-RN ASA Boa Esporte Botafogo-PB Botafogo-SP Confiança Cuiabá Fortaleza Guarani Guaratinguetá Juventude Macaé Mogi Mirim Portuguesa Remo River-PI Salgueiro Tombense Ypiranga-RSLocalização dos times por Estado. Grupo A; Grupo B. Localização das equipes participantes da Série C de 2016 \| |                     |
| Macaé | \| ABC América-RN ASA Boa Esporte Botafogo-PB Botafogo-SP Confiança Cuiabá Fortaleza Guarani Guaratinguetá Juventude Macaé Mogi Mirim Portuguesa Remo River-PI Salgueiro Tombense Ypiranga-RSLocalização dos times por Estado. Grupo A; Grupo B. Localização das equipes participantes da Série C de 2016 \| | \| ABC América-RN ASA Boa Esporte Botafogo-PB Botafogo-SP Confiança Cuiabá Fortaleza Guarani Guaratinguetá Juventude Macaé Mogi Mirim Portuguesa Remo River-PI Salgueiro Tombense Ypiranga-RSLocalização dos times por Estado. Grupo A; Grupo B. Localização das equipes participantes da Série C de 2016 \| | \| ABC América-RN ASA Boa Esporte Botafogo-PB Botafogo-SP Confiança Cuiabá Fortaleza Guarani Guaratinguetá Juventude Macaé Mogi Mirim Portuguesa Remo River-PI Salgueiro Tombense Ypiranga-RSLocalização dos times por Estado. Grupo A; Grupo B. Localização das equipes participantes da Série C de 2016 \| | \| ABC América-RN ASA Boa Esporte Botafogo-PB Botafogo-SP Confiança Cuiabá Fortaleza Guarani Guaratinguetá Juventude Macaé Mogi Mirim Portuguesa Remo River-PI Salgueiro Tombense Ypiranga-RSLocalização dos times por Estado. Grupo A; Grupo B. Localização das equipes participantes da Série C de 2016 \| | Mogi Mirim          |
| Moacyrzão | \| ABC América-RN ASA Boa Esporte Botafogo-PB Botafogo-SP Confiança Cuiabá Fortaleza Guarani Guaratinguetá Juventude Macaé Mogi Mirim Portuguesa Remo River-PI Salgueiro Tombense Ypiranga-RSLocalização dos times por Estado. Grupo A; Grupo B. Localização das equipes participantes da Série C de 2016 \| | \| ABC América-RN ASA Boa Esporte Botafogo-PB Botafogo-SP Confiança Cuiabá Fortaleza Guarani Guaratinguetá Juventude Macaé Mogi Mirim Portuguesa Remo River-PI Salgueiro Tombense Ypiranga-RSLocalização dos times por Estado. Grupo A; Grupo B. Localização das equipes participantes da Série C de 2016 \| | \| ABC América-RN ASA Boa Esporte Botafogo-PB Botafogo-SP Confiança Cuiabá Fortaleza Guarani Guaratinguetá Juventude Macaé Mogi Mirim Portuguesa Remo River-PI Salgueiro Tombense Ypiranga-RSLocalização dos times por Estado. Grupo A; Grupo B. Localização das equipes participantes da Série C de 2016 \| | \| ABC América-RN ASA Boa Esporte Botafogo-PB Botafogo-SP Confiança Cuiabá Fortaleza Guarani Guaratinguetá Juventude Macaé Mogi Mirim Portuguesa Remo River-PI Salgueiro Tombense Ypiranga-RSLocalização dos times por Estado. Grupo A; Grupo B. Localização das equipes participantes da Série C de 2016 \| | Romildo Ferreira    |
| Capacidade: 15 000 | \| ABC América-RN ASA Boa Esporte Botafogo-PB Botafogo-SP Confiança Cuiabá Fortaleza Guarani Guaratinguetá Juventude Macaé Mogi Mirim Portuguesa Remo River-PI Salgueiro Tombense Ypiranga-RSLocalização dos times por Estado. Grupo A; Grupo B. Localização das equipes participantes da Série C de 2016 \| | \| ABC América-RN ASA Boa Esporte Botafogo-PB Botafogo-SP Confiança Cuiabá Fortaleza Guarani Guaratinguetá Juventude Macaé Mogi Mirim Portuguesa Remo River-PI Salgueiro Tombense Ypiranga-RSLocalização dos times por Estado. Grupo A; Grupo B. Localização das equipes participantes da Série C de 2016 \| | \| ABC América-RN ASA Boa Esporte Botafogo-PB Botafogo-SP Confiança Cuiabá Fortaleza Guarani Guaratinguetá Juventude Macaé Mogi Mirim Portuguesa Remo River-PI Salgueiro Tombense Ypiranga-RSLocalização dos times por Estado. Grupo A; Grupo B. Localização das equipes participantes da Série C de 2016 \| | \| ABC América-RN ASA Boa Esporte Botafogo-PB Botafogo-SP Confiança Cuiabá Fortaleza Guarani Guaratinguetá Juventude Macaé Mogi Mirim Portuguesa Remo River-PI Salgueiro Tombense Ypiranga-RSLocalização dos times por Estado. Grupo A; Grupo B. Localização das equipes participantes da Série C de 2016 \| | Capacidade: 19 900  |
| | \| ABC América-RN ASA Boa Esporte Botafogo-PB Botafogo-SP Confiança Cuiabá Fortaleza Guarani Guaratinguetá Juventude Macaé Mogi Mirim Portuguesa Remo River-PI Salgueiro Tombense Ypiranga-RSLocalização dos times por Estado. Grupo A; Grupo B. Localização das equipes participantes da Série C de 2016 \| | \| ABC América-RN ASA Boa Esporte Botafogo-PB Botafogo-SP Confiança Cuiabá Fortaleza Guarani Guaratinguetá Juventude Macaé Mogi Mirim Portuguesa Remo River-PI Salgueiro Tombense Ypiranga-RSLocalização dos times por Estado. Grupo A; Grupo B. Localização das equipes participantes da Série C de 2016 \| | \| ABC América-RN ASA Boa Esporte Botafogo-PB Botafogo-SP Confiança Cuiabá Fortaleza Guarani Guaratinguetá Juventude Macaé Mogi Mirim Portuguesa Remo River-PI Salgueiro Tombense Ypiranga-RSLocalização dos times por Estado. Grupo A; Grupo B. Localização das equipes participantes da Série C de 2016 \| | \| ABC América-RN ASA Boa Esporte Botafogo-PB Botafogo-SP Confiança Cuiabá Fortaleza Guarani Guaratinguetá Juventude Macaé Mogi Mirim Portuguesa Remo River-PI Salgueiro Tombense Ypiranga-RSLocalização dos times por Estado. Grupo A; Grupo B. Localização das equipes participantes da Série C de 2016 \| |                     |
| Portuguesa | Remo | River-PI | Salgueiro | Tombense | Ypiranga de Erechim |
| Canindé | Mangueirão | Albertão | Cornélio de Barros | Almeidão (MG) | Colosso da Lagoa    |
| Capacidade: 22 375 | Capacidade: 45 007 | Capacidade: 52 296 | Capacidade: 12 070 | Capacidade: 3 050 | Capacidade: 22 000  |
| | | | | |                     |
| ABC América-RN ASA Boa Esporte Botafogo-PB Botafogo-SP Confiança Cuiabá Fortaleza Guarani Guaratinguetá Juventude Macaé Mogi Mirim Portuguesa Remo River-PI Salgueiro Tombense Ypiranga-RSLocalização dos times por Estado. Grupo A; Grupo B. Localização das equipes participantes da Série C de 2016 | | | | |                     |

### Outros estádios
Além dos estádios de mando usual, outros estádios serão utilizados devido a punições de perda de mando de campo impostas pelo Superior Tribunal de Justiça Desportiva ou por conta de problemas de interdição dos estádios usuais ou simplesmente por opção dos clubes em mandar seus jogos em outros locais, geralmente buscando uma melhor renda.

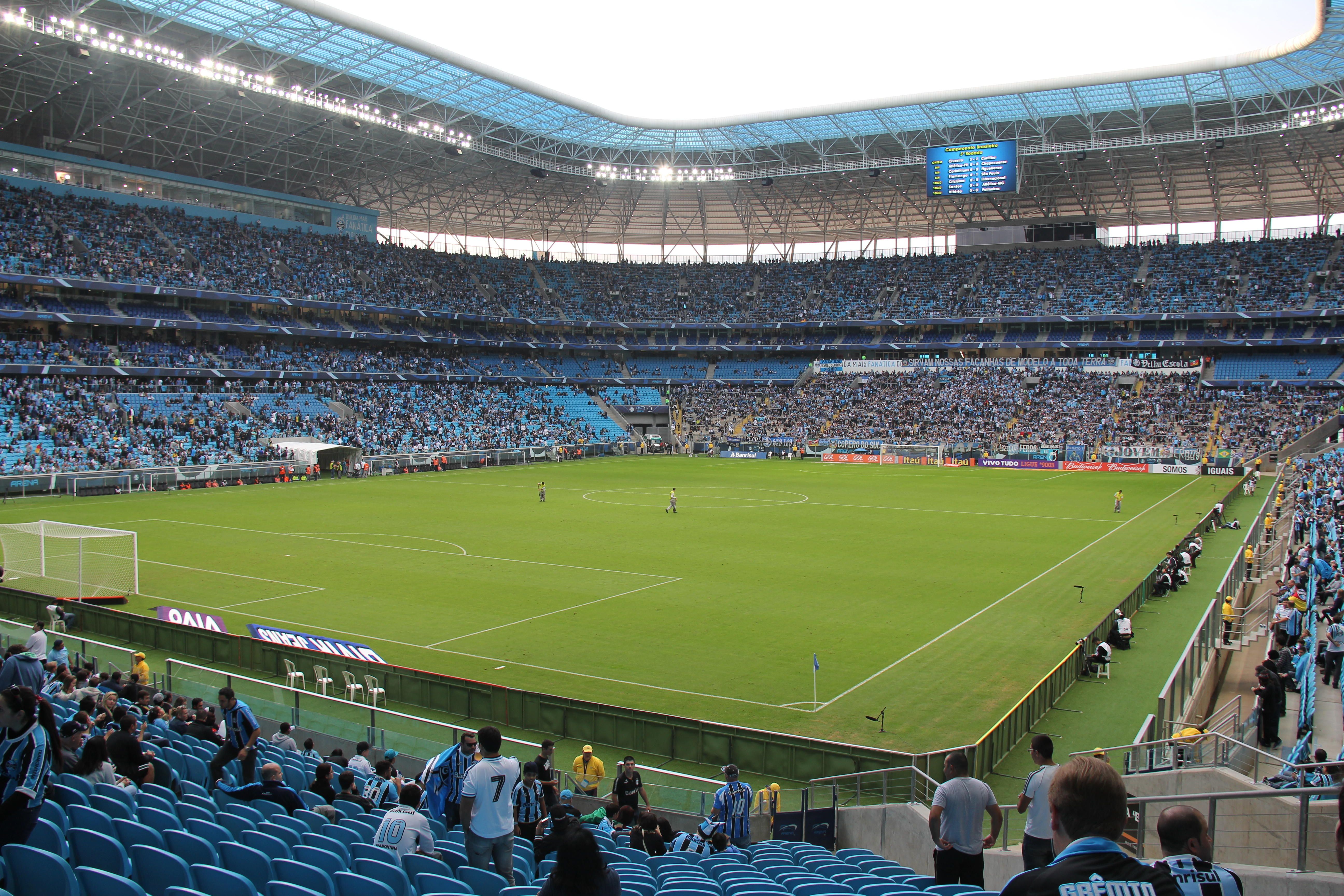
Arena do Grêmio (Porto Alegre)
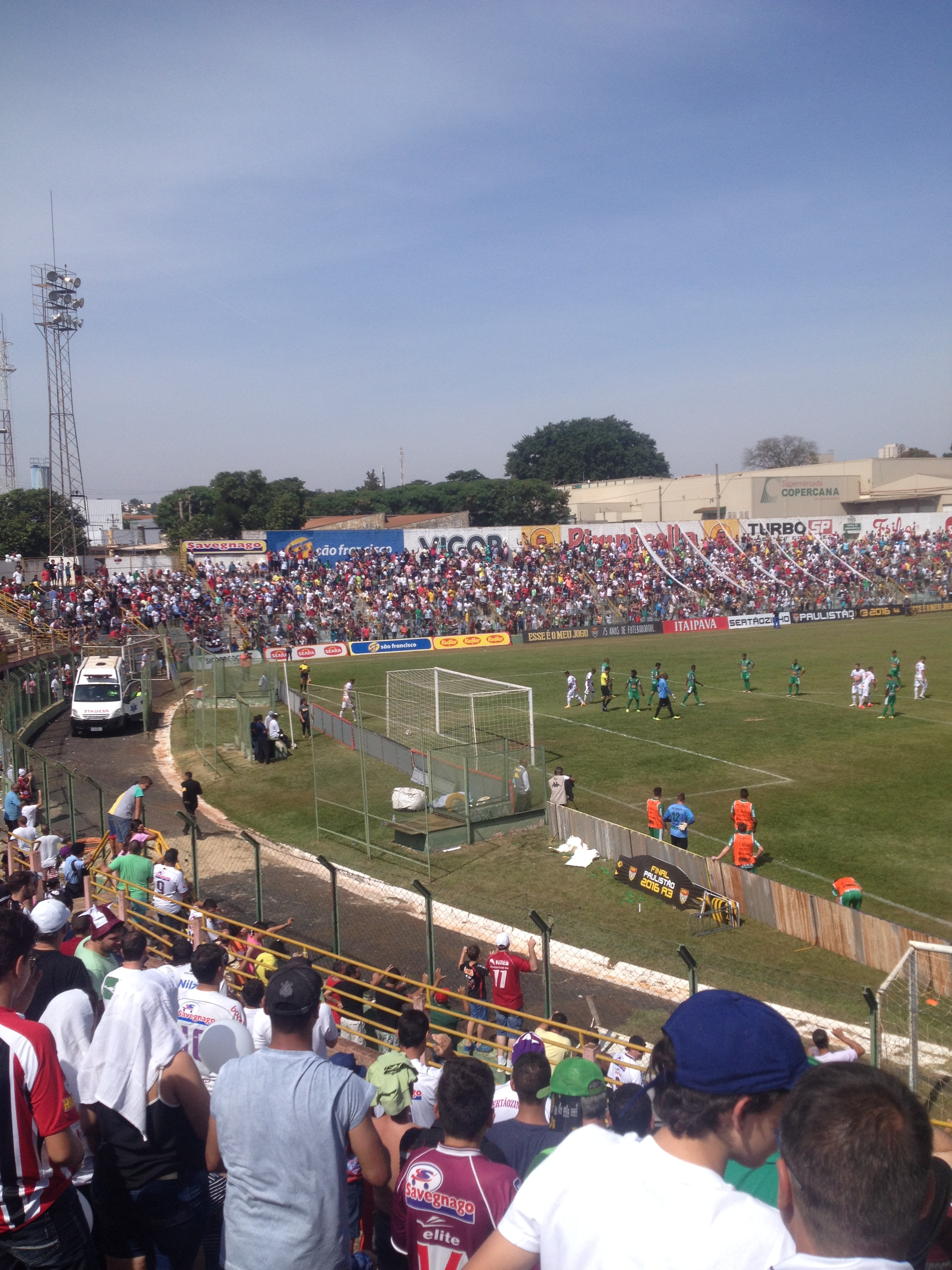
Frederico Dalmaso (Sertãozinho)
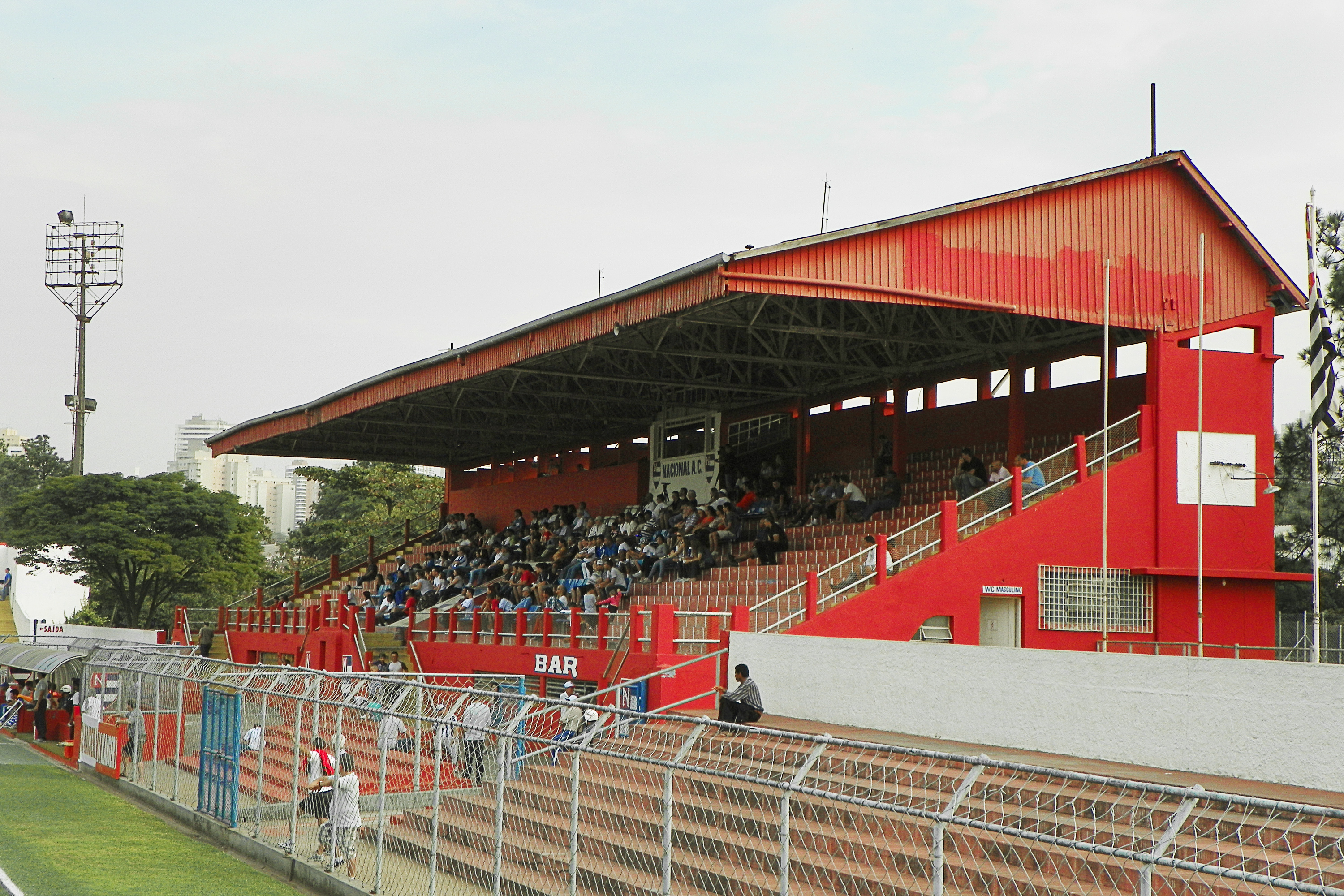
Nicolau Alayon (São Paulo)

Também foram utilizados o José Liberatti (Osasco) e o Lindolfo Monteiro (Teresina).

## Primeira fase

### Grupo A
| Pos | Equipes          | Pts | J  | V | E | D | GP | GC | SG  | Classificação ou rebaixamento          |
| --- | ---------------- | --- | -- | - | - | - | -- | -- | --- | -------------------------------------- |
| 1   | Fortaleza        | 30  | 18 | 8 | 6 | 4 | 26 | 17 | +9  | Zona de classificação à próxima fase   |
| 2   | ABC              | 30  | 18 | 8 | 6 | 4 | 24 | 15 | +9  | Zona de classificação à próxima fase   |
| 3   | Botafogo-PB      | 28  | 18 | 7 | 7 | 4 | 19 | 13 | +6  | Zona de classificação à próxima fase   |
| 4   | ASA              | 26  | 18 | 6 | 8 | 4 | 16 | 15 | +1  | Zona de classificação à próxima fase   |
| 5   | Remo             | 25  | 18 | 6 | 7 | 5 | 21 | 20 | +1  |                                        |
| 6   | Cuiabá           | 22  | 18 | 5 | 7 | 6 | 19 | 17 | +2  |                                        |
| 7   | Confiança        | 22  | 18 | 5 | 7 | 6 | 22 | 26 | –4  |                                        |
| 8   | Salgueiro        | 21  | 18 | 5 | 6 | 7 | 13 | 18 | –5  |                                        |
| 9   | América de Natal | 20  | 18 | 5 | 5 | 8 | 17 | 23 | –6  | Zona de rebaixamento à Série D de 2017 |
| 10  | River-PI         | 13  | 18 | 2 | 7 | 9 | 13 | 26 | –13 | Zona de rebaixamento à Série D de 2017 |

### Confrontos
|             | ABC | AMN | ASA | BPB | CON | CUI | FOR | REM | RIV | SAL |
| ----------- | --- | --- | --- | --- | --- | --- | --- | --- | --- | --- |
| ABC         | —   | 1–0 | 2–2 | 1–1 | 0–0 | 2–1 | 2–1 | 2–0 | 4–0 | 2–0 |
| América-RN  | 1–0 | —   | 1–2 | 1–1 | 0–2 | 0–1 | 0–3 | 1–1 | 1–1 | 2–0 |
| ASA         | 2–1 | 2–0 | —   | 0–0 | 1–1 | 1–0 | 1–1 | 2–2 | 0–0 | 0–0 |
| Botafogo-PB | 2–0 | 1–2 | 2–0 | —   | 2–1 | 1–0 | 0–0 | 2–0 | 2–1 | 2–0 |
| Confiança   | 1–1 | 0–2 | 1–0 | 1–1 | —   | 1–1 | 0–2 | 3–5 | 4–1 | 2–1 |
| Cuiabá      | 2–2 | 2–2 | 2–0 | 2–0 | 3–0 | —   | 2–0 | 1–1 | 0–1 | 0–0 |
| Fortaleza   | 0–1 | 2–1 | 2–1 | 1–0 | 2–2 | 2–0 | —   | 4–1 | 1–1 | 3–1 |
| Remo        | 1–1 | 0–0 | 0–1 | 0–0 | 2–0 | 2–0 | 2–0 | —   | 1–0 | 1–1 |
| River-PI    | 0–2 | 2–3 | 0–0 | 2–2 | 1–2 | 0–0 | 1–1 | 1–2 | —   | 1–0 |
| Salgueiro   | 1–0 | 2–0 | 0–1 | 1–0 | 1–1 | 2–2 | 1–1 | 1–0 | 1–0 | —   |

| Vitória do mandante Vitória do visitante Empate | Em negrito os jogos "clássicos". |

### Grupo B
| Pos | Equipes             | Pts | J  | V  | E | D  | GP | GC | SG  | Classificação ou rebaixamento          |
| --- | ------------------- | --- | -- | -- | - | -- | -- | -- | --- | -------------------------------------- |
| 1   | Guarani             | 38  | 18 | 11 | 5 | 2  | 26 | 11 | +15 | Zona de classificação à próxima fase   |
| 2   | Boa Esporte         | 35  | 18 | 10 | 5 | 3  | 28 | 10 | +18 | Zona de classificação à próxima fase   |
| 3   | Botafogo-SP         | 31  | 18 | 8  | 7 | 3  | 28 | 13 | +15 | Zona de classificação à próxima fase   |
| 4   | Juventude           | 30  | 18 | 8  | 6 | 4  | 28 | 18 | +10 | Zona de classificação à próxima fase   |
| 5   | Tombense            | 29  | 18 | 8  | 5 | 5  | 27 | 16 | +11 |                                        |
| 6   | Ypiranga de Erechim | 28  | 18 | 8  | 4 | 6  | 22 | 23 | –1  |                                        |
| 7   | Mogi Mirim          | 181 | 18 | 5  | 7 | 6  | 12 | 15 | –3  |                                        |
| 8   | Macaé               | 16  | 18 | 4  | 4 | 10 | 16 | 26 | –10 |                                        |
| 9   | Portuguesa          | 14  | 18 | 4  | 2 | 12 | 13 | 26 | –13 | Zona de rebaixamento à Série D de 2017 |
| 10  | Guaratinguetá       | 4   | 18 | 1  | 1 | 16 | 13 | 55 | –42 | Zona de rebaixamento à Série D de 2017 |

1 O Mogi Mirim foi punido pelo STJD com a perda de quatro pontos por escalação de jogador irregular.

### Confrontos
|               | BOA | BRP | GUA | GTA | JUV | MAC | MOG | POR | TOM | YPI |
| ------------- | --- | --- | --- | --- | --- | --- | --- | --- | --- | --- |
| Boa Esporte   | —   | 0–0 | 1–0 | 4–0 | 2–1 | 2–0 | 1–1 | 1–0 | 1–1 | 2–0 |
| Botafogo-SP   | 2–0 | —   | 1–2 | 6–2 | 1–1 | 1–1 | 1–0 | 2–1 | 1–0 | 1–0 |
| Guarani       | 2–1 | 0–0 | —   | 4–0 | 1–1 | 1–0 | 1–0 | 1–0 | 2–0 | 2–1 |
| Guaratinguetá | 0–4 | 0–4 | 0–1 | —   | 0–5 | 0–3 | 0–1 | 2–1 | 2–2 | 1–3 |
| Juventude     | 1–1 | 0–0 | 0–2 | 4–0 | —   | 2–1 | 2–1 | 1–2 | 3–0 | 1–1 |
| Macaé         | 1–5 | 1–1 | 2–4 | 3–1 | 1–2 | —   | 0–1 | 1–0 | 0–0 | 0–2 |
| Mogi Mirim    | 0–0 | 0–0 | 1–0 | 2–1 | 1–2 | 0–0 | —   | 0–0 | 1–1 | 3–1 |
| Portuguesa    | 0–2 | 0–5 | 0–0 | 3–1 | 1–2 | 1–2 | 1–0 | —   | 0–2 | 3–1 |
| Tombense      | 0–1 | 3–1 | 1–1 | 2–1 | 3–0 | 1–0 | 4–0 | 2–0 | —   | 4–0 |
| Ypiranga-RS   | 1–0 | 2–1 | 2–2 | 3–2 | 0–0 | 2–0 | 0–0 | 1–0 | 2–1 | —   |

     Vitória do mandante
     Vitória do visitante
     Empate

### Desempenho por rodada
Clubes que lideraram o campeonato ao final de cada rodada:
|         | 1   | 2   | 3   | 4   | 5   | 6   | 7   | 8   | 9   | 10  | 11  | 12  | 13  | 14  | 15  | 16  | 17  | 18  |
| Grupo A | AMN | AMN | FOR | FOR | FOR | ASA | FOR | BPB | FOR | FOR | FOR | FOR | BPB | REM | ABC | ABC | FOR | FOR |
| Grupo B | GUA | JUV | GUA | GUA | GUA | GUA | GUA | GUA | GUA | GUA | GUA | GUA | GUA | GUA | GUA | GUA | GUA | GUA |

Clubes que ficaram na última posição do campeonato ao final de cada rodada:
|         | 1   | 2   | 3   | 4   | 5   | 6   | 7   | 8   | 9   | 10  | 11  | 12  | 13  | 14  | 15  | 16  | 17  | 18  |
| Grupo A | ABC | CON | CON | CON | CON | RIV | RIV | RIV | CUI | CUI | CUI | RIV | RIV | RIV | RIV | RIV | RIV | RIV |
| Grupo B | GTA | GTA | GTA | GTA | GTA | GTA | GTA | GTA | GTA | GTA | GTA | GTA | GTA | GTA | GTA | GTA | GTA | GTA |

## Fase final
Em itálico, os times que possuem o mando de campo no primeiro jogo do confronto e em negrito os times classificados.
|  | Quartas-de-final              | Quartas-de-final              | Quartas-de-final              | Quartas-de-final              |   |           | Semifinais         | Semifinais         | Semifinais         | Semifinais         |  |         | Final                         | Final                         | Final                         | Final                         |  |  |
|  | 30 de setembro a 9 de outubro | 30 de setembro a 9 de outubro | 30 de setembro a 9 de outubro | 30 de setembro a 9 de outubro |   |           | 15 a 23 de outubro | 15 a 23 de outubro | 15 a 23 de outubro | 15 a 23 de outubro |  |         | 29 de outubro e 5 de novembro | 29 de outubro e 5 de novembro | 29 de outubro e 5 de novembro | 29 de outubro e 5 de novembro |  |  |
|  |                               |                               |                               |                               |   |           |                    |                    |                    |                    |  |         |                               |                               |                               |                               |  |  |
|  | Botafogo-SP                   | 0                             | 0                             | 0                             |   |           |                    |                    |                    |                    |  |         |                               |                               |                               |                               |  |  |
|  | ABC*                          | 0                             | 1                             | 1                             |   |           |                    |                    |                    |                    |  |         |                               |                               |                               |                               |  |  |
|  | ABC*                          | 0                             | 1                             | 1                             |   | ABC       | 4                  | 0                  | 4                  |                    |  |         |                               |                               |                               |                               |  |  |
|  |                               |                               |                               |                               |   | ABC       | 4                  | 0                  | 4                  |                    |  |         |                               |                               |                               |                               |  |  |
|  |                               | Guarani                       | 0                             | 6                             | 6 |           |                    |                    |                    |                    |  |         |                               |                               |                               |                               |  |  |
|  | ASA                           | Guarani                       | 0                             | 6                             | 6 | 3         | 0                  | 3                  |                    |                    |  |         |                               |                               |                               |                               |  |  |
|  | ASA                           |                               |                               |                               |   | 3         | 0                  | 3                  |                    |                    |  |         |                               |                               |                               |                               |  |  |
|  | Guarani*                      | 1                             | 3                             | 4                             |   |           |                    |                    |                    |                    |  |         |                               |                               |                               |                               |  |  |
|  | Guarani*                      | 1                             | 3                             | 4                             |   |           |                    |                    |                    |                    |  | Guarani | 1                             | 0                             | 1                             |                               |  |  |
|  |                               |                               |                               |                               |   |           |                    |                    |                    |                    |  | Guarani | 1                             | 0                             | 1                             |                               |  |  |
|  |                               | Boa Esporte                   | 1                             | 3                             | 4 |           |                    |                    |                    |                    |  |         |                               |                               |                               |                               |  |  |
|  | Juventude* (gf)               | Boa Esporte                   | 1                             | 3                             | 4 | 0         | 1                  | 1                  |                    |                    |  |         |                               |                               |                               |                               |  |  |
|  | Juventude* (gf)               |                               |                               |                               |   | 0         | 1                  | 1                  |                    |                    |  |         |                               |                               |                               |                               |  |  |
|  | Fortaleza                     | 0                             | 1                             | 1                             |   |           |                    |                    |                    |                    |  |         |                               |                               |                               |                               |  |  |
|  | Fortaleza                     | 0                             | 1                             | 1                             |   | Juventude | 1                  | 1                  | 2                  |                    |  |         |                               |                               |                               |                               |  |  |
|  |                               |                               |                               |                               |   | Juventude | 1                  | 1                  | 2                  |                    |  |         |                               |                               |                               |                               |  |  |
|  |                               | Boa Esporte                   | 2                             | 2                             | 4 |           |                    |                    |                    |                    |  |         |                               |                               |                               |                               |  |  |
|  | Botafogo-PB                   | Boa Esporte                   | 2                             | 2                             | 4 | 0         | 0                  | 0                  |                    |                    |  |         |                               |                               |                               |                               |  |  |
|  | Botafogo-PB                   |                               |                               |                               |   | 0         | 0                  | 0                  |                    |                    |  |         |                               |                               |                               |                               |  |  |
|  | Boa Esporte*                  | 0                             | 1                             | 1                             |   |           |                    |                    |                    |                    |  |         |                               |                               |                               |                               |  |  |

*Classificados à Série B de 2017.

## Artilharia
| Gols | Jogador           | Time      |
| ---- | ----------------- | --------- |
| 12   | Jones Carioca     | ABC       |
| 9    | Daniel Amorim     | Tombense  |
| 9    | Fumagalli         | Guarani   |
| 9    | Reinaldo Alagoano | ASA       |
| 8    | Daniel Sobralense | Fortaleza |
| 8    | Hugo              | Juventude |

### Hat-tricks
| Jogador       | Clube       | Adversário          | Placar  | Data          | Ref.   |
| ------------- | ----------- | ------------------- | ------- | ------------- | ------ |
| Hugo          | Juventude   | Guaratinguetá       | 5–0 (F) | 29 de maio    | [ 17 ] |
| Daniel Amorim | Tombense    | Ypiranga de Erechim | 4–0 (C) | 18 de junho   | [ 18 ] |
| Diogo Campos  | Botafogo-SP | Guaratinguetá       | 6–2 (C) | 20 de junho   | [ 19 ] |
| Ricardinho    | Boa Esporte | Guaratinguetá       | 4–0 (C) | 16 de julho   | [ 20 ] |
| Fumagalli     | Guarani     | ABC                 | 6–0 (C) | 23 de outubro | [ 21 ] |

(C) Em casa
(F) Fora de casa

## Premiação
| Campeonato Brasileiro 2016 Série C    |
| Minas Gerais                          |
| ------------------------------------- |
| Boa Esporte Clube Campeão (1º título) |

## Maiores públicos
Estes são os dez maiores públicos do Campeonato:
| Nº | Público[PP] | Mandante    | Placar | Visitante        | Estádio        | Data           | Rodada  | Ref.   |
| -- | ----------- | ----------- | ------ | ---------------- | -------------- | -------------- | ------- | ------ |
| 1  | 63 903      | Fortaleza   | 1–1    | Juventude        | Arena Castelão | 9 de outubro   | Quartas | [ 22 ] |
| 2  | 31 906      | Remo        | 0–0    | América de Natal | Mangueirão     | 18 de setembro | 18ª     | [ 23 ] |
| 3  | 30 803      | Fortaleza   | 4–1    | Remo             | Arena Castelão | 10 de setembro | 17ª     | [ 24 ] |
| 4  | 27 202      | Botafogo-SP | 0–0    | ABC              | Santa Cruz     | 30 de setembro | Quartas | [ 25 ] |
| 5  | 17 479      | Remo        | 1–0    | River-PI         | Mangueirão     | 6 de agosto    | 12ª     | [ 26 ] |
| 6  | 15 516      | Botafogo-PB | 0–0    | Boa Esporte      | Almeidão (PB)  | 30 de setembro | Quartas | [ 27 ] |
| 7  | 14 974      | ABC         | 1–0    | Botafogo-SP      | Frasqueirão    | 7 de outubro   | Quartas | [ 28 ] |
| 8  | 14 807      | Botafogo-PB | 0–0    | Fortaleza        | Almeidão (PB)  | 18 de setembro | 18ª     | [ 29 ] |
| 9  | 13 884      | Remo        | 1–1    | Salgueiro        | Mangueirão     | 4 de setembro  | 16ª     | [ 30 ] |
| 10 | 13 561      | Juventude   | 0–0    | Fortaleza        | Alfredo Jaconi | 3 de outubro   | Quartas | [ 31 ] |

- PP. ^ Considera-se apenas o público pagante.

## Menores públicos
Estes são os dez menores públicos do Campeonato:[PF]
| Nº | Público[PP] | Mandante      | Placar | Visitante           | Estádio           | Data           | Rodada | Ref.   |
| -- | ----------- | ------------- | ------ | ------------------- | ----------------- | -------------- | ------ | ------ |
| 1  | 4           | Guaratinguetá | 0–3    | Macaé               | Frederico Dalmaso | 4 de setembro  | 16ª    | [ 32 ] |
| 2  | 13          | Guaratinguetá | 0–4    | Boa Esporte         | Frederico Dalmaso | 18 de setembro | 18ª    | [ 33 ] |
| 3  | 18          | Guaratinguetá | 2–2    | Tombense            | Pradão            | 26 de junho    | 6ª     | [ 34 ] |
| 4  | 47          | Guaratinguetá | 1–3    | Ypiranga de Erechim | Nicolau Alayon    | 14 de agosto   | 13ª    | [ 35 ] |
| 5  | 48          | Guaratinguetá | 0–5    | Juventude           | Pradão            | 29 de maio     | 2ª     | [ 36 ] |
| 6  | 52          | Guaratinguetá | 0–1    | Mogi Mirim          | Pradão            | 5 de junho     | 3ª     | [ 37 ] |
| 7  | 66          | Guaratinguetá | 2–1    | Portuguesa          | Pradão            | 9 de julho     | 8ª     | [ 38 ] |
| 8  | 193         | Cuiabá        | 2–0    | Botafogo-PB         | Arena Pantanal    | 31 de julho    | 11ª    | [ 39 ] |
| 9  | 196         | Mogi Mirim    | 0–0    | Macaé               | Romildo Ferreira  | 20 de agosto   | 14ª    | [ 40 ] |
| 10 | 214         | River-PI      | 0–0    | Cuiabá              | Lindolfo Monteiro | 18 de setembro | 18ª    | [ 41 ] |

- PP. ^ Considera-se apenas o público pagante.
- PF. ^ Jogos com portões fechados não são considerados.

## Médias de público
Estas são as médias de público dos clubes no Campeonato. Considera-se apenas os jogos da equipe como mandante e o público pagante:
| Pos. | Time                | Média  | Total   | Mandos[PF] | Maior  | Menor |
| ---- | ------------------- | ------ | ------- | ---------- | ------ | ----- |
| 1    | Fortaleza           | 17 385 | 156 465 | 9          | 63 903 | 6 146 |
| 2    | Remo                | 14 068 | 126 611 | 9          | 31 906 | 7 992 |
| 3    | Botafogo-PB         | 8 645  | 86 452  | 10         | 15 516 | 4 659 |
| 4    | Botafogo-SP         | 6 183  | 61 829  | 10         | 27 202 | 2 524 |
| 5    | ABC                 | 5 743  | 63 178  | 11         | 14 974 | 1 687 |
| 6    | Guarani             | 5 382  | 53 820  | 10         | 13 345 | 1 771 |
| 7    | América de Natal    | 4 127  | 37 139  | 9          | 10 536 | 1 556 |
| 8    | Juventude           | 3 777  | 41 548  | 11         | 13 561 | 442   |
| 9    | Confiança           | 3 178  | 28 599  | 9          | 5 033  | 1 621 |
| 10   | River-PI            | 2 191  | 19 720  | 9          | 4 049  | 214   |
| 11   | ASA                 | 1 771  | 17 711  | 10         | 2 863  | 762   |
| 12   | Salgueiro           | 1 752  | 15 764  | 9          | 2 806  | 1 085 |
| 13   | Boa Esporte         | 1 551  | 18 611  | 12         | 7 696  | 279   |
| 14   | Portuguesa          | 1 176  | 9 404   | 8          | 2 504  | 330   |
| 15   | Ypiranga de Erechim | 834    | 7 502   | 9          | 1 275  | 514   |
| 16   | Mogi Mirim          | 710    | 6 389   | 9          | 3 022  | 196   |
| 17   | Tombense            | 511    | 4 603   | 9          | 787    | 386   |
| 18   | Cuiabá              | 381    | 3 426   | 9          | 728    | 193   |
| 19   | Macaé               | 344    | 2 405   | 7          | 560    | 264   |
| 20   | Guaratinguetá       | 204    | 1 840   | 9          | 812    | 4     |

- PF. ^ Jogos com portões fechados não são considerados.

## Mudança de técnicos
| Clube       | Antecessor        | Motivo                      | Data           | Última partida                     | Rod | Pos         | Sucessor          | Ref.          |
| ----------- | ----------------- | --------------------------- | -------------- | ---------------------------------- | --- | ----------- | ----------------- | ------------- |
| ASA         | Jaelson Marcelino | Demitido                    | 6 de junho     | ASA 0–0 Salgueiro                  | 3ª  | 4º (Gr. A)  | Paulo Foiani      | [ 43 ] [ 44 ] |
| River-PI    | Capitão           | Remanejado                  | 8 de junho     | River-PI 1–2 Remo                  | 3ª  | 9º (Gr. A)  | Vica              | [ 45 ]        |
| Portuguesa  | Anderson Beraldo  | Demitido                    | 12 de junho    | Portuguesa 0–5 Botafogo-SP         | 4ª  | 8º (Gr. B)  | Jorginho          | [ 46 ] [ 47 ] |
| Macaé       | Mário Marques     | Resignado                   | 13 de junho    | Guarani 1–0 Macaé                  | 4ª  | 9º (Gr. B)  | Carlinho Ganjão   | [ 48 ] [ 49 ] |
| Macaé       | Carlinho Ganjão   | Remanejado                  | 20 de junho    | Macaé 0–1 Mogi Mirim               | 5ª  | 9º (Gr. B)  | Tita              | [ 50 ]        |
| Remo        | Marcelo Veiga     | Resignado                   | 25 de junho    | Remo 1–1 ABC                       | 6ª  | 3º (Gr. A)  | Waldemar Lemos    | [ 51 ] [ 52 ] |
| América-RN  | Sérgio China      | Resignado                   | 25 de junho    | América-RN 1–1 Botafogo-PB         | 6ª  | 7º (Gr. A)  | Francisco Diá     | [ 53 ] [ 54 ] |
| Cuiabá      | Flávio Araújo     | Resignado                   | 11 de julho    | ABC 2–1 Cuiabá                     | 8ª  | 8º (Gr. A)  | Eduardo Henrique  | [ 55 ] [ 56 ] |
| Confiança   | Betinho           | Demitido                    | 11 de julho    | Confiança 0–2 América-RN           | 8ª  | 9º (Gr. A)  | Roberto Fernandes | [ 57 ] [ 58 ] |
| Macaé       | Tita              | Resignado                   | 12 de julho    | Macaé 1–2 Juventude                | 8ª  | 9º (Gr. B)  | Josué Teixeira    | [ 59 ] [ 60 ] |
| Boa Esporte | Julinho Camargo   | Resignado                   | 18 de julho    | Boa Esporte 4–0 Guaratinguetá      | 9ª  | 6º (Gr. B)  | Ney da Matta      | [ 61 ] [ 62 ] |
| Cuiabá      | Eduardo Henrique  | Remanejado                  | 19 de julho    | Cuiabá 0–1 River-PI                | 9ª  | 10º (Gr. A) | Roberto Fonseca   | [ 63 ]        |
| Portuguesa  | Jorginho          | Demitido                    | 21 de agosto   | Portuguesa 1–2 Juventude           | 14ª | 9º (Gr. B)  | Márcio Ribeiro    | [ 64 ] [ 65 ] |
| River-PI    | Vica              | Resignado                   | 8 de setembro  | River-PI 0–2 ABC                   | 16ª | 10º (Gr. A) | Marcão (interino) | [ 66 ]        |
| Mogi Mirim  | Leston Júnior     | Demitido                    | 9 de setembro  | Ypiranga de Erechim 0–0 Mogi Mirim | 16ª | 7º (Gr. B)  | Mário Júnior      | [ 67 ] [ 68 ] |
| Fortaleza   | Marquinhos Santos | Contratado pelo Figueirense | 19 de setembro | Botafogo-PB 0–0 Fortaleza          | 18ª | 1º (Gr. A)  | Hemerson Maria    | [ 69 ] [ 70 ] |

## Classificação geral
A classificação geral dá prioridade ao clube que avançou mais fases, e ao campeão, mesmo que tenha menor pontuação.
| Pos | Equipes             | Pts | J  | V  | E | D  | GP | GC | SG  | Classificação ou rebaixamento                            |
| --- | ------------------- | --- | -- | -- | - | -- | -- | -- | --- | -------------------------------------------------------- |
| 1   | Boa Esporte         | 49  | 24 | 14 | 7 | 3  | 37 | 13 | +24 | Promovidos à Série B em 2017 e finalistas                |
| 2   | Guarani             | 45  | 24 | 13 | 6 | 5  | 37 | 22 | +15 | Promovidos à Série B em 2017 e finalistas                |
| 3   | ABC                 | 37  | 22 | 10 | 7 | 5  | 29 | 21 | +8  | Promovidos à Série B em 2017 e eliminados nas semifinais |
| 4   | Juventude           | 32  | 22 | 8  | 8 | 6  | 31 | 23 | +8  | Promovidos à Série B em 2017 e eliminados nas semifinais |
| 5   | Botafogo-SP         | 32  | 20 | 8  | 8 | 4  | 28 | 14 | +13 | Eliminados nas quartas de final                          |
| 6   | Fortaleza           | 32  | 20 | 8  | 8 | 4  | 27 | 18 | +9  | Eliminados nas quartas de final                          |
| 7   | Botafogo-PB         | 29  | 20 | 7  | 8 | 5  | 19 | 14 | +5  | Eliminados nas quartas de final                          |
| 8   | ASA                 | 29  | 20 | 7  | 8 | 5  | 19 | 19 | 0   | Eliminados nas quartas de final                          |
| 9   | Tombense            | 29  | 18 | 8  | 5 | 5  | 27 | 16 | +11 | Eliminados na primeira fase                              |
| 10  | Ypiranga de Erechim | 28  | 18 | 8  | 4 | 6  | 22 | 23 | –1  | Eliminados na primeira fase                              |
| 11  | Remo                | 25  | 18 | 6  | 7 | 5  | 21 | 20 | +1  | Eliminados na primeira fase                              |
| 12  | Cuiabá              | 22  | 18 | 5  | 7 | 6  | 19 | 17 | +2  | Eliminados na primeira fase                              |
| 13  | Confiança           | 22  | 18 | 5  | 7 | 6  | 22 | 26 | –4  | Eliminados na primeira fase                              |
| 14  | Salgueiro           | 21  | 18 | 5  | 6 | 7  | 13 | 18 | –5  | Eliminados na primeira fase                              |
| 15  | Mogi Mirim          | 181 | 18 | 5  | 7 | 6  | 12 | 15 | –3  | Eliminados na primeira fase                              |
| 16  | Macaé               | 16  | 18 | 4  | 4 | 10 | 16 | 26 | –10 | Eliminados na primeira fase                              |
| 17  | América de Natal    | 20  | 18 | 5  | 5 | 8  | 17 | 23 | –6  | Rebaixados à Série D de 2017                             |
| 18  | Portuguesa          | 14  | 18 | 4  | 2 | 12 | 13 | 26 | –13 | Rebaixados à Série D de 2017                             |
| 19  | River-PI            | 13  | 18 | 2  | 7 | 9  | 13 | 26 | –13 | Rebaixados à Série D de 2017                             |
| 20  | Guaratinguetá       | 4   | 18 | 1  | 1 | 16 | 13 | 55 | –42 | Rebaixados à Série D de 2017                             |

1 O Mogi Mirim foi punido pelo STJD com a perda de quatro pontos por escalação de jogador irregular.